# O Retorno do Rei
The Return of the King (O Retorno do Rei, no Brasil, e O Regresso do Rei, em Portugal), é o terceiro e último volume da trilogia O Senhor dos Anéis, de J. R. R. Tolkien, seguindo A Sociedade do Anel e As Duas Torres. Foi primeiro publicado em 1955.
Nos países lusófonos O Senhor dos Anéis - O Retorno do Rei/ O Regresso do Rei foi publicado primeiramente no Brasil de maneira extraoficial (Irregularmente) pela editora Artenova dividido em dois volumes, sendo o primeiro intitulado "O Senhor dos Anéis - O Cerco de Gondor" e o segundo "O Senhor dos Anéis - O Retorno do Rei", ambos publicados em 1979. A tradução está obsoleta para os dias atuais, contendo alguns termos considerados até mesmo "jocosos".
Com o encerramentos das atividades da primeira editora, a editora WMF Martins Fontes passou a publicar, desta vez oficialmente, o título no Brasil em 1994, com um trabalho editorial mais adequado e bem trabalhado. O livro, desta vez integralmente publicado, teve várias reedições no Brasil pela editora, sendo uma delas com a arte de capa de Geoof Taylor em 2000 e um volume único publicado em 2001. Em 2019 a editora Harper Collins passou a publicar o título no país, com mudanças de tradução em relação à da Martins Fontes que causaram muitas controvérsias entre os fãs na época.
Em Portugal a primeira editora a publicar foi a Europa-América em 1981, com uma tradução preferida até mesmo pelos leitores brasileiros à época.

## Título e publicação
Tolkien concebeu O Senhor dos Anéis como uma única obra composta por seis "livros", mais extensos apêndices. Em 1953, ele propôs títulos para os seis livros a seu editor, Rayner Unwin; o Livro V se chamaria: "The War of the Ring", enquanto o Livro VI seria: "The End of the Third Age". Rayner Unwin, no entanto, dividiu o trabalho em três volumes, publicando o quinto e o sexto livros com os apêndices no volume final com o título "The Return of the King". Tolkien sentiu que o título escolhido revelava muito da história e indicou que preferia "The War of the RIng" como título para o volume.
O Retorno do Rei foi finalmente publicado como o terceiro e último volume de O Senhor dos Anéis, em 20 de outubro de 1955 no Reino Unido.

## Conteúdo
Algumas edições contêm um resumo para leitores que não leram os volumes anteriores. O corpo do volume consiste no Livro V, Livro VI e seis apêndices.

### Livro V
A história começa no reino de Gondor, que está prestes a ser atacado por Sauron. Denethor, enganado por Sauron, cai em desespero. Ele se queima vivo em uma pira; Pippin e Gandalf resgatam seu filho Faramir do mesmo destino.
Aragorn sai em busca do exército perdido dos perjuros mortos-vivos. As hostes de Mordor rompem os portões de Minas Tirith. A sobrinha de Théoden, Éowyn, que se juntou ao exército disfarçada, mata o Senhor dos Nazgûl com a ajuda de Merry; ambos estão feridos. Juntos, Gondor e Rohan derrotam o exército de Sauron na Batalha dos Campos de Pelennor, embora com grande custo; Théoden está entre os mortos.
O mago Gandalf e Aragorn decidem tirar as hostes de Mordor com um ataque ao Portão Negro, proporcionando uma distração para que os dois hobbits, Frodo e Sam, possam ter a chance de alcançar a Montanha da Perdição e destruir o Um Anel, sem serem vistos pelo Olho de Sauron.

### Livro VI
Enquanto isso, Sam resgata Frodo da torre de Cirith Ungol. Eles partem através de Mordor. Quando alcançam a borda das Fendas da Perdição, Frodo não consegue mais resistir ao Anel. Ele o reivindica para si mesmo e o veste. Gollum reaparece de repente. Ele luta com Frodo e arranca o dedo de Frodo com o Anel ainda nele. Comemorando loucamente, Gollum perde o equilíbrio e cai no fogo, levando o Anel com ele. Quando o Anel é destruído, Sauron perde seu poder para sempre. Tudo o que ele criou desmorona, os Nazgûl perecem e seus exércitos são jogados em tal desordem que as forças de Aragorn saem vitoriosas.
Aragorn é coroado Rei de Arnor e Gondor, e se casa com Arwen, filha de Elrond. Théoden é enterrado e Éomer é coroado Rei de Rohan. Sua irmã Éowyn está noiva de Faramir, agora Regente de Gondor e Príncipe de Ithilien. Galadriel, Celeborn e Gandalf se encontram e se despedem de Barbárvore e de Aragorn.
Os quatro hobbits voltam para o Condado, apenas para descobrir que ele foi dominado por homens comandados por Charcoso (que mais tarde eles descobrem ser Saruman). Os hobbits, liderados por Merry, levantam uma rebelião. Gríma Língua-de-Cobra ataca Saruman e o mata na frente de Bolsão, a casa de Frodo. Gríma, por sua vez, é morto por arqueiros hobbit. Merry e Pippin são celebrados como heróis. Sam se casa com Rosa e usa os presentes de Galadriel para ajudar a curar o Condado. Frodo ainda está ferido no corpo e no espírito, tendo carregado o Anel por tanto tempo. Alguns anos depois, na companhia de Bilbo e Gandalf, Frodo navega dos Portos Cinzentos a oeste sobre o mar até as Terras Imortais para encontrar a paz.

### Apêndices
Os seis apêndices descrevem mais detalhes da história, culturas, genealogias e idiomas que Tolkien imaginou para os povos da Terra Média. Eles fornecem detalhes de fundo para a narrativa, com muitos detalhes para os fãs de Tolkien que desejam saber mais sobre as histórias.

## Recepção crítica
Em uma revisão ao The New York Times, W. H. Auden elogiou O Retorno do Rei e encontrou em O Senhor dos Anéis uma "obra-prima do gênero." Anthony Boucher elogiou o volume como "uma narração magistral de enormes e terríveis eventos climáticos", embora ele também observou que a prosa de Tolkien "parece por vezes, ser prolongada para seu próprio bem."